# 東山千栄子
東山 千栄子（ひがしやま ちえこ、旧字体：千榮子、1890年9月30日 - 1980年5月8日）は、日本の女優。日本新劇俳優協会初代会長。本名：河野 せん（旧姓：渡辺・寺尾）。
築地小劇場を経て俳優座の結成に参加した新劇出身者である。舞台では翻訳劇の貴婦人役を多く演じ、『桜の園』のラネーフスカヤ夫人役が当たり役となった。テレビドラマや映画では老婦人役を多く演じ、特に『東京物語』の老母役で知られる。主な栄典・称号・褒章に紫綬褒章、文化功労者。著書に自伝『新劇女優』などがある。
妹に料理研究家の中江百合、弟にベース奏者の渡辺良がいる。

## 来歴･人物
千葉県千葉市に生まれる。司法官で後に貴族院議員を務めた渡辺暢の次女で、10人兄妹の3番目である。生家は代々佐倉藩の城代家老を務めていた。1899年（明治32年）、母方の伯父である法学者の寺尾亨の養女となり、東京市麹町区富士見町に転居する。
富士見高等小学校高等科2年を終えて華族女学校に入学 し、1907年（明治40年）の卒業後は仏英和女学校（現在の白百合学園高等学校）でフランス語を学ぶ。
「外交官夫人になってほしい」と言う養父母の希望で数え年15歳で外交官補と婚約するが、3年後に婚約破棄。1909年（明治42年）、実父母のキリスト教での知人の息子であり、養父の教え子でもあった、輸入業者のモスクワ支店長だった河野通久郎（とおくろう）と結婚し、河野の任地のモスクワへ向かった。フランス語の能力不足のため、リヨンへ語学留学したが、買い物で滞在費を浪費したため、モスクワへ連れ戻されている。また、夫に連れられて見た、モスクワ芸術座の舞台『桜の園』を見るうち、その魅力の虜となった。1912年、モスクワ芸術座の視察に訪れた小山内薫に面会する。
1917年（大正6年）、ロシア革命（十月革命）の3ケ月前に夫と共に一旦日本に帰国したが、革命発生のためモスクワの自宅に戻れなくなった。夫はすぐに海外勤務に就いたが、東山は海外生活に嫌気がさしており、一人日本に留まった。
1925年（大正14年）、35歳で築地小劇場に第2期研究生として入団した。同期には岸輝子、村瀬幸子、薄田研二らがいた。ユージン・オニール作『皇帝ジョーンズ』の貴婦人役で初舞台を踏んだ。翌1925年（大正15年）、メーテルリンク作『タンタジールの死』が初主演作となり、1927年（昭和2年）に『マクベス』のマクベス夫人を演じて注目を浴びた。同年、チェーホフ作『桜の園』でラネーフスカヤ夫人を演じ、以降東山の当たり役として1963年（昭和33年）の俳優座公演までに約310回も演じた。
1928年（昭和3年）、築地小劇場創立者の小山内薫が死去し、その影響で劇団が分裂した。多くの劇団員が脱退していった中、東山は青山杉作、北村喜八らと同劇場に残留し、北村らと劇団築地小劇場を名乗って活動した。しかし、1930年（昭和5年）には青山らと劇団新東京（後に劇団東京、劇団自由舞台と改称）を結成した。解散後は新築地劇団や文学座などの劇団に客演し、映画やラジオにも出演した。
1944年（昭和19年）、千田是也、東野英治郎、小沢栄太郎らと俳優座を結成する。終戦まで移動演劇隊・芙蓉隊を組織して地方を巡演した。戦後も東山は劇団の中核として数多くの舞台に出演し、『フィガロの結婚』の伯爵夫人役、『女の平和』のリューシストラテー役、森本薫脚色の『陳夫人』などが代表作である。
1951年、夫の河野が75歳で死去した。1952年（昭和27年）には『桜の園』の演技で芸術選奨文部大臣賞を受賞した。
戦中から映画にも意欲的に出演している。溝口健二監督『女優須磨子の恋』、吉村公三郎監督『源氏物語』、今井正監督『喜劇 にっぽんのお婆あちゃん』等に出演したが、特に小津安二郎監督の『東京物語』では、笠智衆と共に老夫婦を演じて映画出演の代表作とした。また東山は木下惠介監督作品の常連出演者であり、木下監督のデビュー作『花咲く港』から『歌え若人達』まで計13本に出演している。
1956年（昭和31年）、女優として初の紫綬褒章を受章する。1958年（昭和33年）、日本新劇俳優協会の初代会長に就任し、亡くなるまで務めた。1966年（昭和41年）には文化功労者に選出された。
1967年（昭和42年）4月に行われた東京都知事選挙では、社共推薦の美濃部亮吉の支援団体「明るい革新都政をつくる会」の代表委員に名を連ねた。
1969年（昭和44年）、体力的な衰えから舞台活動を引退し、その後はテレビなどに活動の場を移した。
1971年（昭和46年）4月に行われた東京都知事選挙でも、美濃部を応援。選挙公報に記された支持者一覧に名を連ねた。
1980年（昭和55年）5月8日、静岡県御殿場市の自宅で老衰のため89歳で没した。葬儀は劇団俳優座・日本新劇俳優協会合同葬という形で行われた。
2004年（平成16年）に公開されたアニメーション映画『ハウルの動く城』では、監督の宮崎駿からソフィー役の第一希望に挙げられている。

## 受賞・受章歴
- 1952年：芸術選奨文部大臣賞 『桜の園』
- 1955年：毎日演劇賞演技賞 『女の平和』『かもめ』
- 1956年：紫綬褒章
- 1965年：勲四等宝冠章
- 1966年：文化功労者
- 1967年：NHK放送文化賞
- 1974年：勲三等宝冠章
- 1976年：芸能功労者表彰

## 出演作品

### 映画

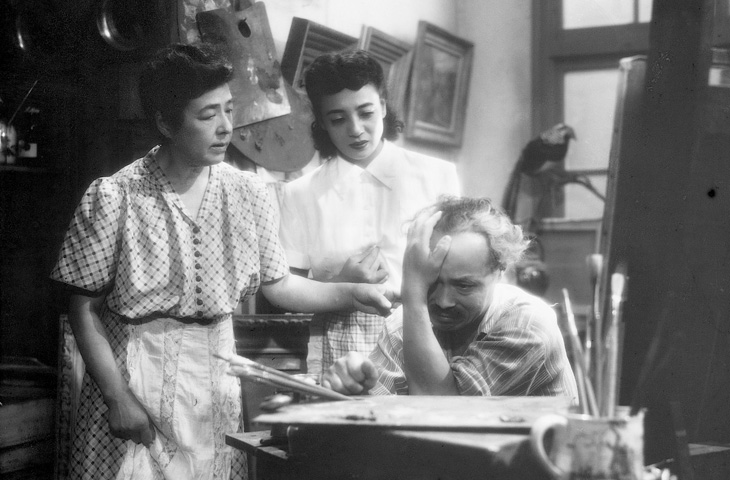
『肖像』（1948年）

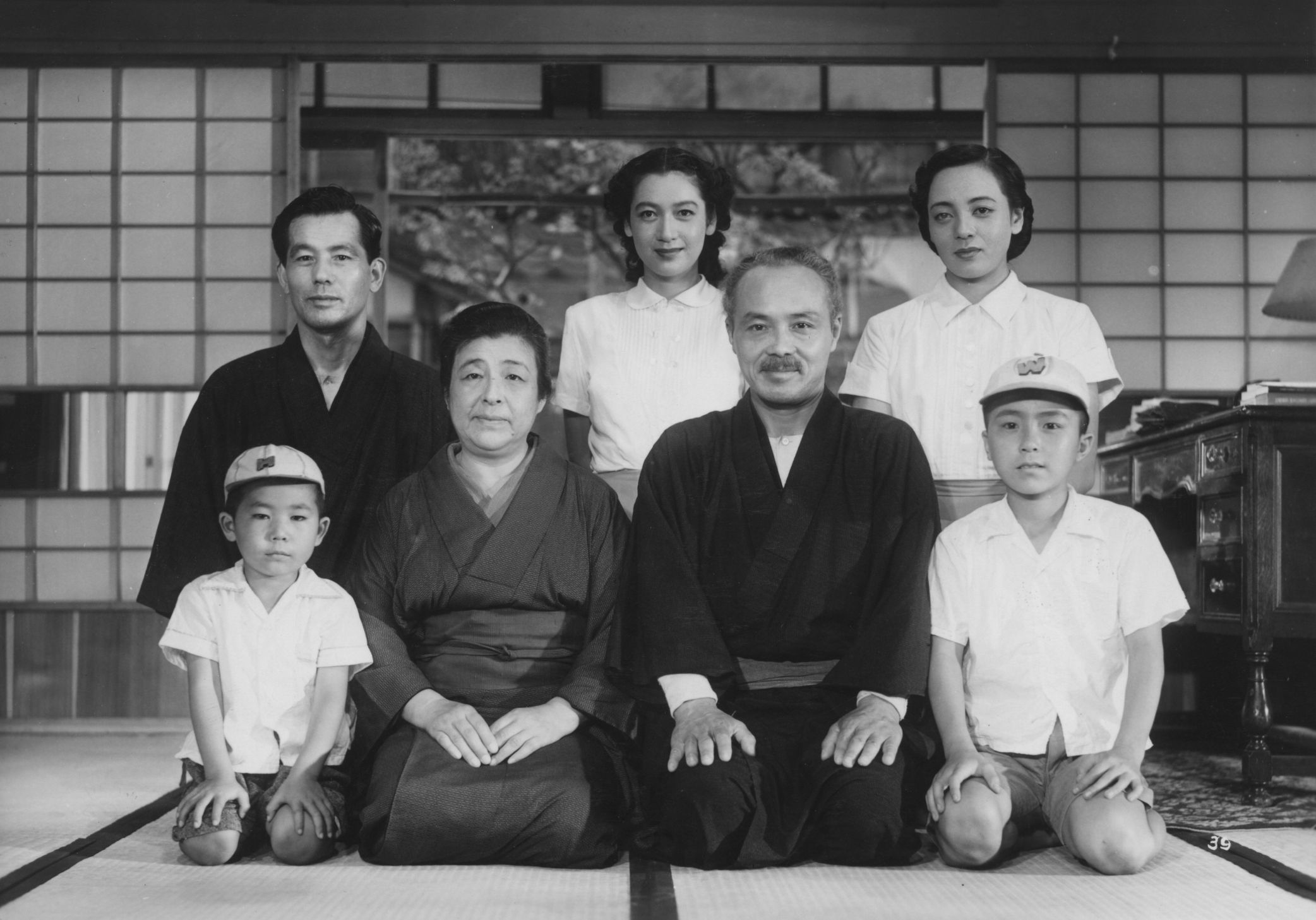
『麦秋』（1951年）

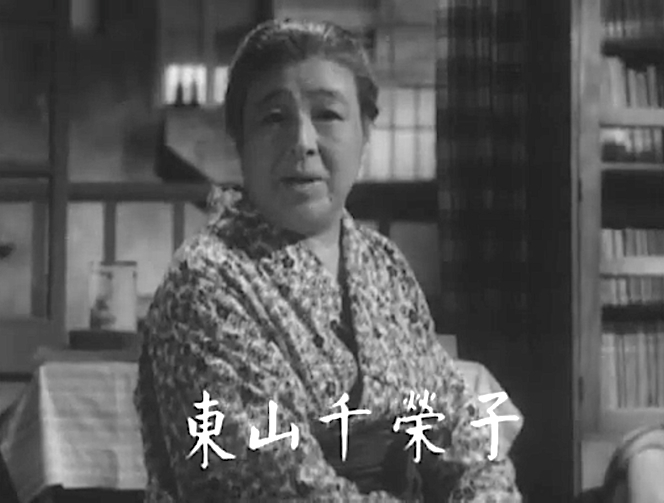
『東京物語』（1953年）の予告編より

太字の題名はキネマ旬報ベストテンにランクインした作品
- 大阪夏の陣（1937年、松竹） - 淀君
- 誓ひの港（1941年、松竹） - つる
- 母の地図（1942年、東宝） - 一成の妻
- 花咲く港（1943年、松竹） - おかの
- 若き姿（1943年、朝鮮映画） - 北村の妻
- 雷撃隊出動（1944年、東宝） - 島の老女
- わが恋せし乙女（1946年、松竹） - 母・きん
- 結婚（1947年、松竹） - 母・ふき子
- 地下街ニ十四時間（1947年、東宝） - バーのマダム
- 女優須磨子の恋（1947年、松竹） - いち子の母・せき
- 肖像（1948年、松竹） - 野村妻君
- 破戒（1948年、松竹） - 蓮華寺の奥さん
- お嬢さん乾杯!（1949年、松竹） - 恭子の母
- 人間模様（1949年、新東宝） - 大輪藤代
- 白鳥は悲しからずや（1949年、えくらん社） - 学園長
- 山を飛ぶ花笠（1949年、大映） - 菱江
- 深夜の告白（1949年、新東宝） - 波多野の妻
- 破れ太鼓（1949年、松竹） - 伸子
- 女の四季（1950年、東宝） - 明一の母
- 春雪（1950年、松竹） - 岡崎咲枝
- われ幻の魚を見たり（1950年、大映） - 母エツ
- レ・ミゼラブル ああ無情（1950年、東横映画） - お咲
- 怒りの街（1950年、東宝） - 祖母
- 戦火の果て（1950年、大映）
- 風にそよぐ葦（1951年、東横映画） - 葦沢茂子
- 白痴（1951年、松竹） - 里子
- 麦秋（1951年、松竹） - 志げ
- 源氏物語（1951年、大映） - 弘徴殿女御
- 海の花火（1951年、松竹） - 母みつ
- あゝ青春（1951年、松竹） - 峯子の母
- 長崎の歌は忘れじ（1952年、大映） - 奥村のぶ
- 西陣の姉妹（1952年、大映） - お豊
- 慟哭（1952年、新東宝）
- カルメン純情す（1952年、松竹） - 女中・きく
- やっさもっさ（1953年、松竹） - 福田嘉代
- 愛欲の裁き（1953年、松竹） - 奥山刀自
- 東京物語（1953年、松竹） - とみ
- 夏子の冒険（1953年、松竹） - 祖母かよ
- 思春の泉（1953年、新東宝） - 隠居
- 獅子の座（1953年、大映） - きの
- 青春三羽烏（1953年、松竹） - 覚の母シゲ
- 番長皿屋敷 お菊と播磨（1954年、大映） - 真弓
- 勲章（1954年、俳優座） - 辰子
- 女の園（1954年、松竹） - 校長
- 若き日は悲し（1954年、松竹） - お祖母ちゃん
- 千姫（1954年、大映） - 淀君
- 女人の館（1954年、日活） - 丹野夫人
- 制服の乙女たち（1955年、東宝） - 峯村白鳥
- 春の夜の出来事（1955年、日活） - 女中頭まつ
- 女中ッ子（1955年、日活） - 初の母
- 愛すればこそ（1955年、独立映画） - 母の声
- 森繁のやりくり社員（1955年、東宝） - 水田やす子
- 市川馬五郎顛末記 浮草日記（1955年、俳優座） - 楽屋番の女
- 沙羅の花の峠（1955年、日活） - おろく婆
- 七人の兄いもうと（1955年、大映） - 煙草屋の未亡人
- 嫁ぐ日（1956年、近代映画協会） - みどり
- 父子鷹（1956年、東映） - 勝の祖母
- ここは静かなり（1956年、松竹） - 神崎の母
- 新・平家物語 静と義経（1956年、大映） - 磯の禅尼
- 家庭教師と女生徒（1957年、松竹） - 祖母しの
- 真昼の対決（1957年、大映） - 玉子刀自
- 青空娘（1957年、大映） - 広岡の母
- 忠臣蔵（1958年、大映） - 大石の母・おたか
- 美しい庵主さん（1958年、日活） - 昌光尼
- 風流温泉日記（1958年、宝塚映画） - 千代子夫人
- 花の遊侠伝（1958年、大映） - おもん
- 日蓮と蒙古大襲来（1958年、大映） - 梅菊
- 風花（1959年、松竹） - 名倉トミ
- 若い素顔（1959年、松竹） - おばあさん
- 天と地を駈ける男（1959年、日活） - 稲葉花子
- 最高殊勲夫人（1959年、大映） - 大島千代子
- 「通夜の客」より わが愛（1960年、松竹） - 親戚の老夫人
- 春の夢（1960年、松竹） - 奥平祖母
- 流転の王妃（1960年、大映） - 菅原直
- 恋愛学校（1962年、東映）- 石村登志
- 喜劇 にっぽんのお婆あちゃん（1962年、松竹） - あそばせばあさん末野
- 今年の恋（1962年、松竹） - 婆やもと子
- 瘋癲老人日記（1962年、大映） - はま
- 女の一生（1962年、大映） - 堤しず
- 箱根山 (1962年、東宝)
- 歌え若人達（1963年、松竹） - 岡田の祖母
- 宮本武蔵 一乗寺の決斗（1964年、東映） - 妙秀
- 大根と人参（1965年、松竹）
- 紀ノ川（1966年、松竹） - 豊乃
- 続大奥(秘)物語（1967年、東映） - 英法尼
- やさしいにっぽん人（1971年、東プロ） - お婆さん
- 幻の殺意（1971年、東宝） - 静子
- 愛と死（1971年、松竹） - 祖母
- 甘い秘密（1971年、松竹） - 山路の母

### テレビ
- テレビ劇場 / 肖像（1958年、NHK）
- 東芝土曜劇場（CX）
  - 第5話「草を刈る娘」（1959年）
  - 第7話「雨夜」（1959年）
- サンヨーテレビ劇場 / ふところ（1960年、TBS）
- シャープ火曜劇場 第40話「明日の幸福」（1960年、CX） - 淑子
- おはなはん一代記（1962年、NHK）
- 愛の劇場 第165話「毒薬はいかが」（1962年、NTV）
- 夫婦百景 第250話「ある妻の話」（1963年、NTV）
- 嫁ぐ日まで 第16話「名門」（1963年、CX）
- 一千万人の劇場 / 巴里に死す（1964年、CX）
- 東芝日曜劇場（TBS）
  - 第439話「加納大尉夫人」（1965年）
  - 第574話「くちなしの花」（1967年）
- シオノギテレビ劇場（CX）
  - 戸田家の兄妹（1965年）
  - 東京物語（1967年） - とみ
- ポーラ名作劇場 / いのちある日を（1965年 - 1966年、NET）
- 戦国太平記 真田幸村（1966年、TBS） - 北政所
- 木下恵介アワー（TBS）
  - 今年の恋（1967年） - 家政婦もと子
  - おやじ太鼓（1968年） - 神尾光の祖母
- 剣 第6話「鰯の頭」（1967年、NTV） - 滋乃
- 泣いてたまるか 第46話「先生仲人をする」（1967年、TBS）
- 銀河ドラマ（NHK）
  - 一の糸（1969年） - 小谷ゆの、ナレーター
  - 闇からの声（1970年） - 山村夫人
- アーラわが君（1969年 - 1970年、CX） - 桜子
- 陽はまた昇る 第7話「さまざまな夜」（1973年、CX） - 真弓の祖母（特別出演）
- 黄色いトマト（1973年、NET） - 碧川光
- ポーラテレビ小説 / 加奈子（1976年、TBS）

### 舞台

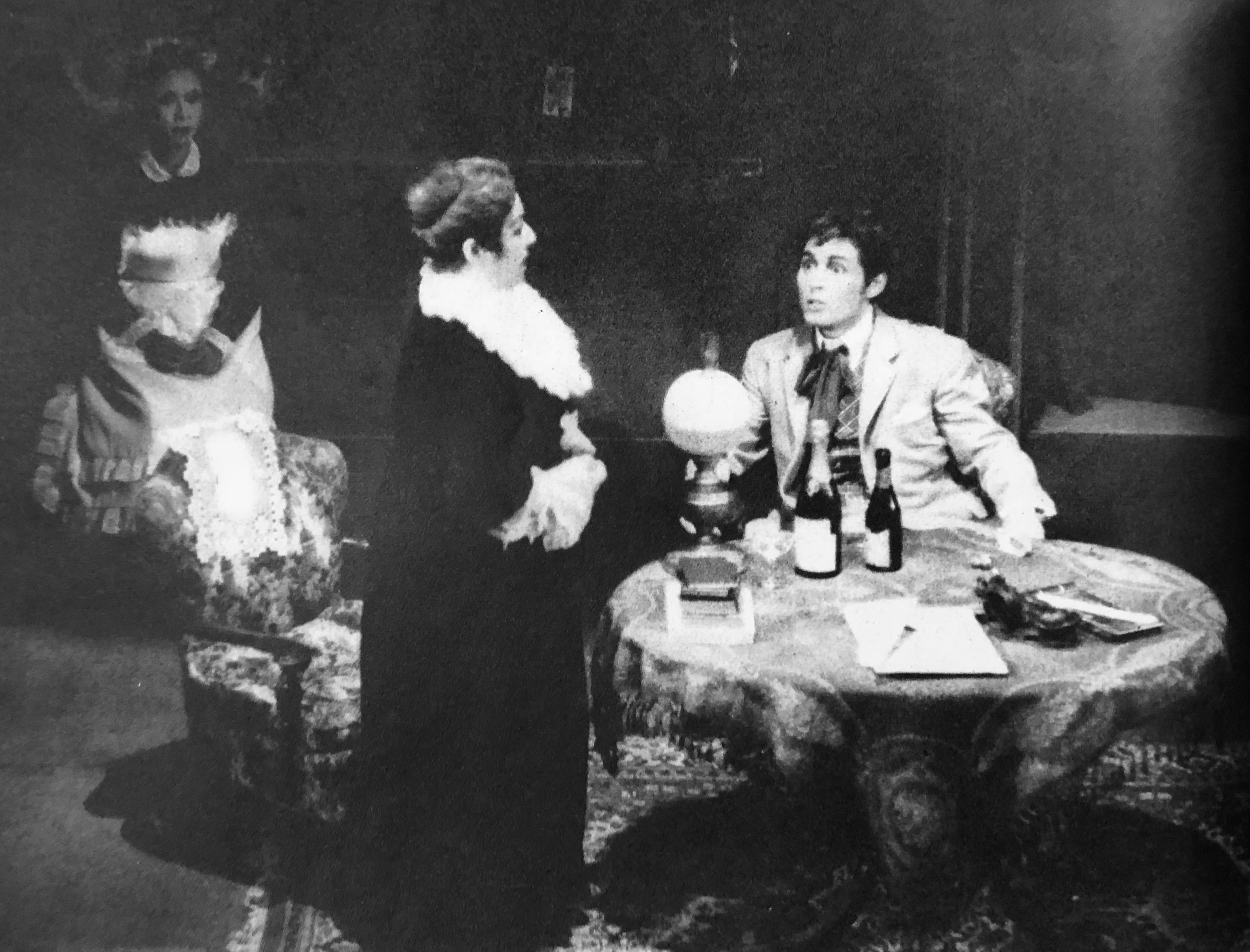
『幽霊』（1955年）。左から秋好光果、東山、仲代達矢。

- 桜の園（1927年 - 1963年） - ラネーフスカヤ夫人
- 検察官（1946年）
- 中橋公館（1947年）
- あゝ荒野（1949年） - エシー
- 現代の英雄（1952年）
- 女の平和（1954年）
- 幽霊（1955年）
- タルチュフ（1957年）
- ウィンザーの陽気な女房たち（1957年）
- ミッシュル・オークレール（1958年）
- 間漢卿（1959年） - 母親
- 有福詩人（1964年）
- ハムレット（1963年） - ガートルード
- 落ち葉日記（1966年）
- 御意のままに（1969年）

### ラジオドラマ
- 新田次郎『八甲田山死の彷徨』より ラジオドラマ 『氷雪』（1972年、文化放送） - 第27回芸術祭優秀賞[15]

## 著書
- 『新劇女優』（1958年、学風書院）
- 『私の履歴書〈第27集〉北沢敬二郎,久保田豊,窪田空穂,東山千栄子』（1966年、日本経済新聞社)
- 『私の歩んだ人生』（1977年、産業能率短期大学出版部）
- 『女優の運命―私の履歴書』 (日経ビジネス人文庫、2006年） 東山千栄子, 杉村春子,田中絹代,ミヤコ蝶々,水谷八重子  (著)